# 찰스 굿이어
찰스 굿이어(Charles Goodyear, 1800년 12월 29일 ~ 1860년 7월 1일)는 미국의 독학 화학자이자 발명가이다. 코네티컷주의 뉴헤이븐에서 출생하였다. 고무 제조에 대한 여러 가지 연구와 발명으로 오늘날의 고무 공업에 크게 이바지하였다. 금속 상사에서 근무하고 있었으나, 고무와 유황이 작용하여 굳은 고무를 만드는 가황을 발견하였다 (1834년 ~ 1844년). 1836년에는 질산에 의한 생고무 표면 처리 방법을 발명하였다. 이 방법은 고무 표면의 점착성 때문에 일어나는 불편을 없애 주었으며, 1844년에 특허를 얻었다. 1852년 에보나이트를 발명하였으며 그의 이름을 기념한 타이어 (tire)가 있다.

## 같이 보기
- 가황